# Jonathan Brown (Kameramann)
Jonathan W. Brown (* 17. Februar 1970 in Philadelphia, Pennsylvania) ist ein US-amerikanischer Kameramann und Regisseur.

## Leben
Jonathan W. Brown wurde 1970 als Sohn des Kameramanns Garrett Brown in Philadelphia geboren. Er begann seine Karriere hinter der Kamera als Assistent seines Vaters in Filmen wie Two Bits und Bulworth, bevor er 1999 erstmals eigenverantwortlich als Kameramann arbeitete. Seitdem war Brown vor allem als Kameramann für leichte Komödien wie Im Dutzend billiger, Der rosarote Panther und Plötzlich Star verantwortlich.
Seit dem Jahr 2015 tritt er zunehmend als Regisseur von Fernsehserien wie Madam Secretary, How to Get Away with Murder oder Council of Dads in Erscheinung.
Er ist Mitglied der American Society of Cinematographers (A.S.C.).

## Filmografie (Auswahl)
Kamera
- 1995: Two Bits (Kameraassistenz)
- 1998: Bulworth (Kameraassistenz)
- 1999: Desert Son
- 2002: Hilfe, ich habe ein Date! (The Third Wheel)
- 2002: Lügen haben kurze Beine (Big Fat Liar)
- 2003: Im Dutzend billiger (Cheaper by the Dozen)
- 2003: Voll verheiratet (Just Married)
- 2004: Trouble ohne Paddel (Without a Paddle)
- 2005: Die Familie Stone – Verloben verboten! (The Family Stone)
- 2006: Arnie Allmächtig (Thank Heaven)
- 2006: Der Date Profi (School for Scoundrels)
- 2006: Der rosarote Panther (The Pink Panther)
- 2007: Mama’s Boy
- 2011: Plötzlich Star (Monte Carlo)
- 2013: The Big Wedding
- 2013: Prakti.com (The Internship)
- 2013: The Gabriels (Fernsehfilm)
- 2014: Mädelsabend – Nüchtern zu schüchtern! (Walk of Shame)
- 2014: Wie schreibt man Liebe? (The Rewrite)
- 2014–2016: Madam Secretary (Fernsehserie, 32 Episoden)
- 2020: Council of Dads (Fernsehserie, 1 Episode)

Regie
- 2015–2017: Madam Secretary (Fernsehserie, 8 Episoden)
- 2017: Doubt (Fernsehserie, 1 Episode)
- 2017: MacGyver (Fernsehserie, 1 Episode)
- 2018: How to Get Away with Murder (Fernsehserie, 2 Episoden)
- 2019: Almost Family (Fernsehserie, 1 Episode)
- 2020: Council of Dads (Fernsehserie, 2 Episoden)